# Неразделните
„Неразделните“ (на френски: Les Inséparables; на английски: The Inseparables) е компютърна анимация от 2023 г. на режисьора Джереми Дегрусон, който е съсценарист със Боб Барлен, Кал Брънкър, Джоел Коен, Алек Соколов и Матю Зелър. Филмът е копродукция между Франция, Испания и Белгия. Премиерата на филма се състои в международния фестивал „Анси“ на 12 юни 2023 г.

## В България
В България филмът излиза по кината на 12 януари 2024 г. от „Про Филмс“.